# イエロー・パロット
イエロー・パロット（英: Yellow Parrot、英: Yellow Parrot Cocktail）はアブサン、シャルトリューズ（ジョーヌ）、アプリコット・ブランデーを使用したカクテル。

## 概要
カクテル名は「黄色いオウム」の意。カクテルの液色が黄色であることと、アルコール度数が高いため「飲むとオウムのように饒舌になる」ということから命名された。
1935年にニューヨーク市マンハッタンにあったナイトクラブ「ストーク・クラブ」のAlbert Colemanによって考案されたと言われることが多いが、1922年刊行の『Cocktails: How to Mix Them』（Robert Vermeire著）や1930年刊行の『サヴォイ・カクテル・ブック』にはイエロー・パロットの記載がある。

## レシピの例
『サヴォイ・カクテル・ブック』記載のレシピを以下に挙げる。
材料
- アブサン - 1/3
- シャルトリューズ・ジョーヌ - 1/3
- アプリコット・ブランデー - 1/3

作り方
1. 材料をシェイクし、カクテルグラスに注ぐ。